# Parlamentswahl in Sierra Leone 1977
Die Parlamentswahl in Sierra Leone 1977 fand am 6. Mai 1977 in Sierra Leone statt. Sie wurden außerplanmäßig abgehalten, nachdem zuvor am 4. April 1977 das Parlament aufgelöst wurde.

## Wahlsystem
Zur Wahl standen 85 Abgeordnete im Einkammern-Parlament. Es wurde in jedem der 85 Wahlkreise jeweils eine Person mit einfacher Mehrheit gewählt. Wahlberechtigt waren alle Sierra-Leoner ab dem 21. Lebensjahr, die sich als Wähler registriert hatten. Ausgeschlossen waren Geisteskranke und inhaftierte Personen.

## Ergebnis
- APC: 70
- SLPP: 15
- Paramount Chiefs: 12
- Ernannt: 3

| Partei                                | Stimmen | Stimmenanteil | Sitze    |
| ------------------------------------- | ------- | ------------- | -------- |
| APC                                   | 425.358 | 61,93 %       | 70 (−14) |
| SLPP                                  | 205.976 | 29,99 %       | 15 (+15) |
| DNP                                   | 0478    | 00,07 %       | 0        |
| Unabhängige Kandidaten                | 054.998 | 08,01 %       | 00 (−1)  |
| Paramount Chiefs (indirekte Wahl)     | -       | -             | 12       |
| Ernannt (durch den Staatspräsidenten) | -       | -             | 03       |
| GESAMT                                | 686.810 | 100 %         | 100      |